# Matuzsálem
Matuzsálem (héber: מְתֿוּשֶלַח / מְתֿוּשָלַח, Mətušélaḥ, Mətušálaḥ, Məṯûšélaḥ, Məṯûšālaḥ, a héber metuséla szó jelentése: „dárdás/lándzsás ember”) bibliai ősatya, Ádám 8. utóda, Énókh fia, Lámek apja, Noé nagyapja. I. Mózes 5:27 szerint 969 évet élt, innen származik a matuzsálemi kor kifejezés. Matuzsálem 182 esztendős korában nemzette Lámeket, és 782 éves korában még több fia és lánya is született. (I. Mózes 5:25-26)

## A Bibliában
Matuzsálem egyike azoknak, akiket a Biblia megemlít, Ter 5:21-27, az Ádámot Noéval összekötő családfa részeként.
- Ter 5:21 Amikor Énok hatvanötesztendős lett, nemzette Matuzsálemet.
- Ter 5:22 És Énok az Istennel járt. Azután, hogy Matuzsálemet nemzette, háromszáz esztendeig élt, és nemzett még fiakat meg leányokat.
- Ter 5:23 Énok összesen háromszázhatvanöt esztendeig élt.
- Ter 5:24 Az Istennel járt, és eltűnt, mert Isten elvitte.
- Ter 5:25 Amikor Matuzsálem száznyolcvanhét esztendős volt, nemzette Lámeket.
- Ter 5:26 Matuzsálem azután, hogy Lámeket nemzette, hétszáznyolcvankét esztendeig élt, és nemzett még fiakat meg leányokat.
- Ter 5:27 Matuzsálem összesen kilencszázhatvankilenc esztendeig élt, azután meghalt.

## Értelmezés
Egyesek úgy vélik, hogy Matuzsálem extrém kora egy ősi félrefordítás eredménye. Ha a Septuaginta számokat elosztjuk tízzel, akkor 969 év helyett 96,9 évet élt volna.
Egy másik értelmezés szerint "év"-ként a régi pásztornépek által valóban többfelé is használt holdhónapot kell érteni, amelynek a hossza közelítőleg 29,3 nap. Matuzsálem ilyen számítás alapján 77 évet élt volna, ami abban az időben valóban szép, bár mégsem rendkívüli kor lenne. Viszont ezzel a számítással Énok mindössze 5 éves korában nemzette volna első gyerekét, ez kétségessé teszi az elméletet.
Lehet, hogy ott találjuk az igazságot, hogy ezek a számok valójában eltúlzott, légbőlkapott, a tisztelet jeléül kiagyalt életkorok.

## Bibliai személyek életkora
| Név        | Életkor |
| ---------- | ------- |
| Matuzsálem | 969     |
| Járed      | 962     |
| Noé        | 950     |
| Ádám       | 930     |
| Sét        | 912     |
| Káinán     | 910     |
| Énos       | 905     |
| Maláleél   | 895     |
| Lámekh     | 777     |
| Sém        | 600     |
| Héber      | 464     |
| Arpaksád   | 438     |
| Szelák     | 433     |
| Énok       | 365     |
| Peleg      | 239     |
| Reu        | 239     |
| Szerug     | 230     |
| Jób        | 210?    |
| Terah      | 205     |
| Izsák      | 180     |
| Ábrahám    | 175     |
| Nákhor     | 148     |
| Jákob      | 147     |
| Ézsau      | 147?    |
| Izmael     | 137     |
| Lévi       | 137     |
| Amrám      | 137     |
| Kehát      | 133     |
| Lábán      | 130+    |
| Debóra     | 130+    |
| Sára       | 127     |
| Mirjám     | 125+    |
| Áron       | 123     |
| Rebeka     | 120+    |
| Mózes      | 120     |
| József     | 110     |

## Fordítás
- Ez a szócikk részben vagy egészben  a   Metuselah című angol Wikipédia-szócikk fordításán alapul.  Az eredeti cikk szerkesztőit annak laptörténete sorolja fel. Ez a jelzés csupán a megfogalmazás eredetét és a szerzői jogokat jelzi, nem szolgál a cikkben szereplő információk forrásmegjelöléseként.
- Ez a szócikk részben vagy egészben  a   Metusala című román Wikipédia-szócikk fordításán alapul.  Az eredeti cikk szerkesztőit annak laptörténete sorolja fel. Ez a jelzés csupán a megfogalmazás eredetét és a szerzői jogokat jelzi, nem szolgál a cikkben szereplő információk forrásmegjelöléseként.